# Viagrande
Viagrande település Olaszországban, Szicília régióban, Catania megyében. Lakosainak száma 8861 fő (2023. január 1.). Viagrande Aci Bonaccorsi, San Giovanni la Punta, Zafferana Etnea, Aci Sant’Antonio és Trecastagni községekkel határos.

## Népesség
A település lakossága az elmúlt években az alábbi módon változott:
| Lakosok száma | 8672 | 8677 | 8861 |
|               | 2017 | 2018 | 2023 |